# Souq Waqif

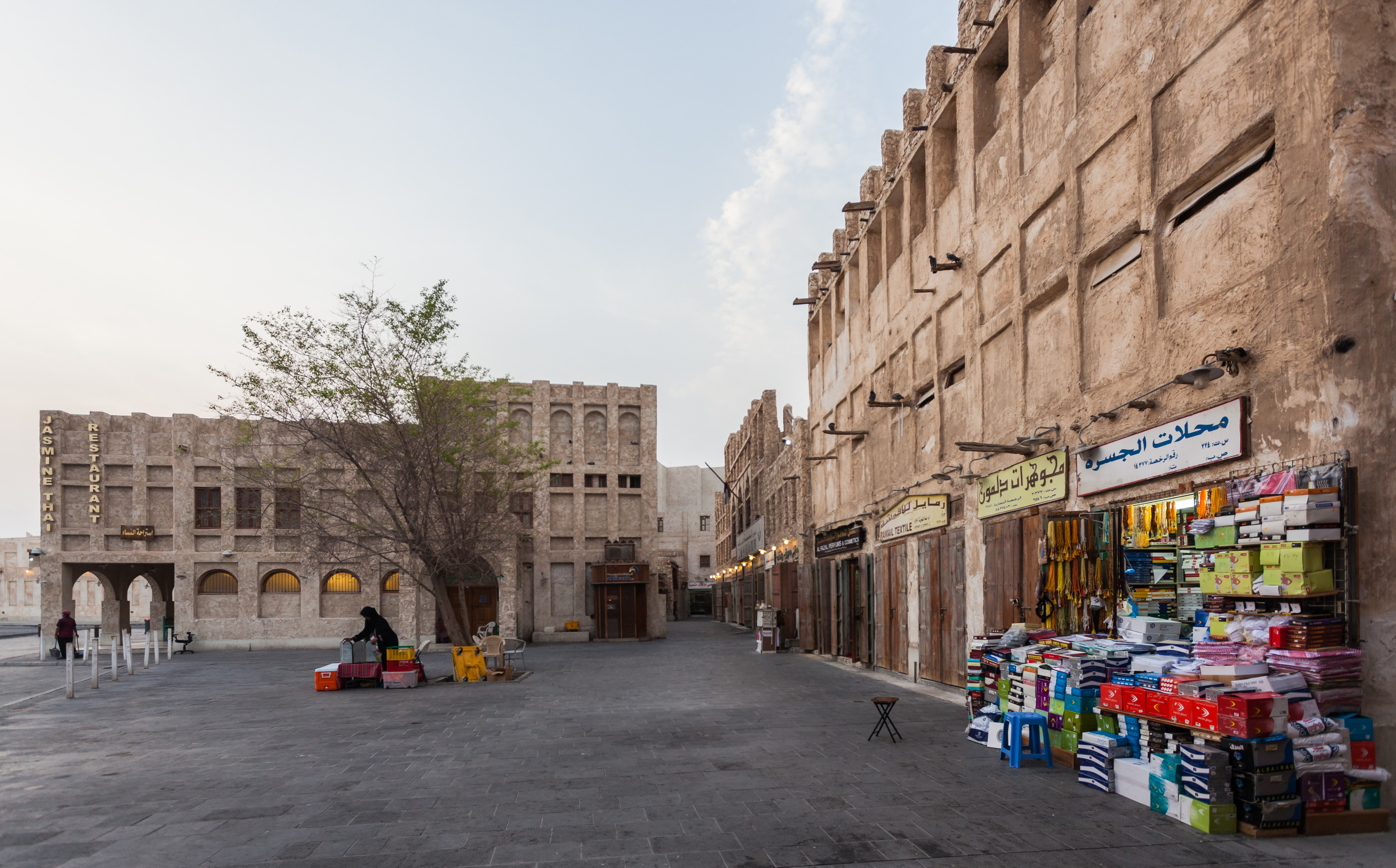
Souq Waqif.

Souq Waqif (Árabe: سوق واقف, "el mercado de pie") es un zoco situado en Doha, en el estado de Catar. El souq es popular por sus puestos con ropa tradicional, artesanías y recuerdos. En él se encuentran también docenas de restaurantes y terrazas para fumar la shisha. Aunque se fundó a finales del siglo XIX, fue renovado en 2006, pero conservando su estilo arquitectónico tradicional.

## Ubicación
Se encuentra en el distrito de Al Souq, situado en el centro de Doha. El Metro de Doha posee una estación homónima emplazada en uno de sus accesos.

## Historia

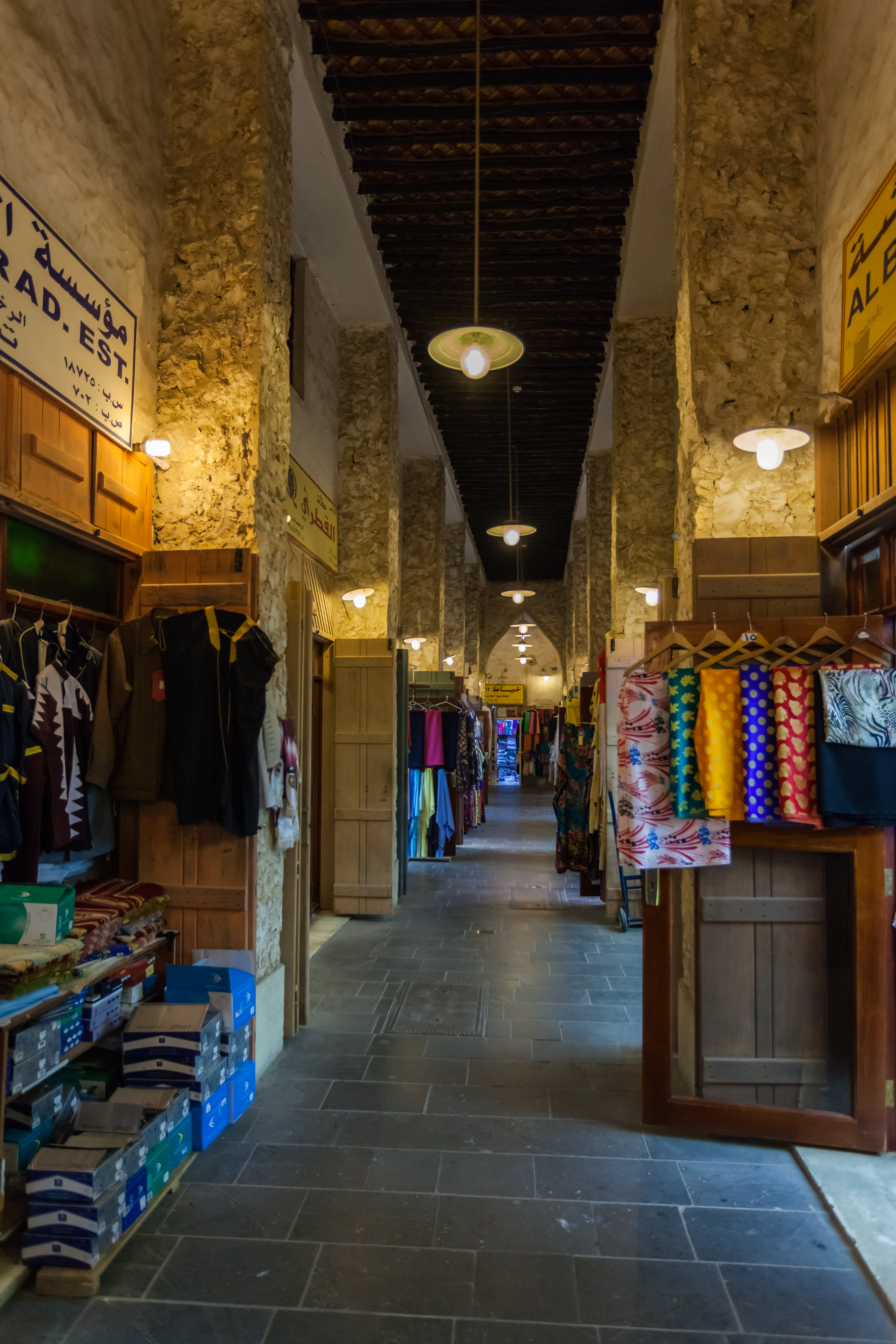
El souq cuenta con muchas callejuelas.

El souq se fundó a finales del siglo XIX en las proximiades del banco de un río seco conocido como Wadi Musheireb. Fue un sitio de encuentro de beduinos y gente local para el comercio de ganado principalmente. En 1949 se estableció dentro del zoco la Policía Disciplinaria, la primera comisaría en la historia de la Policía de Catar.
En 2006, el gobierno lanzó un programa de restauración con el propósito de preservar su identidad arquitectónica e histórica. Los edificios construidos después de los años 1950 fueron derribados mientras que las estructuras más viejas fueron renovadas. El proceso de restauración se completó en 2008. Los edificios del souq se aislaron contra el calor extremo utilizando métodos tradicionales a base de madera y bambú importados de varias áreas de Asia.

## Turismo y atracciones
El souq es considerado uno de los principales destinos turísticos de Doha. Miles de personas de toda la región lo frecuentan para adquirir bienes tradicionales. También cuenta con varias galerías de arte, eventos y conciertos locales, incluso un teatro, Al Rayyan, con una capacidad de 980 personas.
En el entorno inmediato al mercado es posible observar el minarete con forma de espiral de la mezquita Fanar, un templo islámico que además alberga un centro cultural para la difusión de la cultura catarí.

## Galería de imágenes

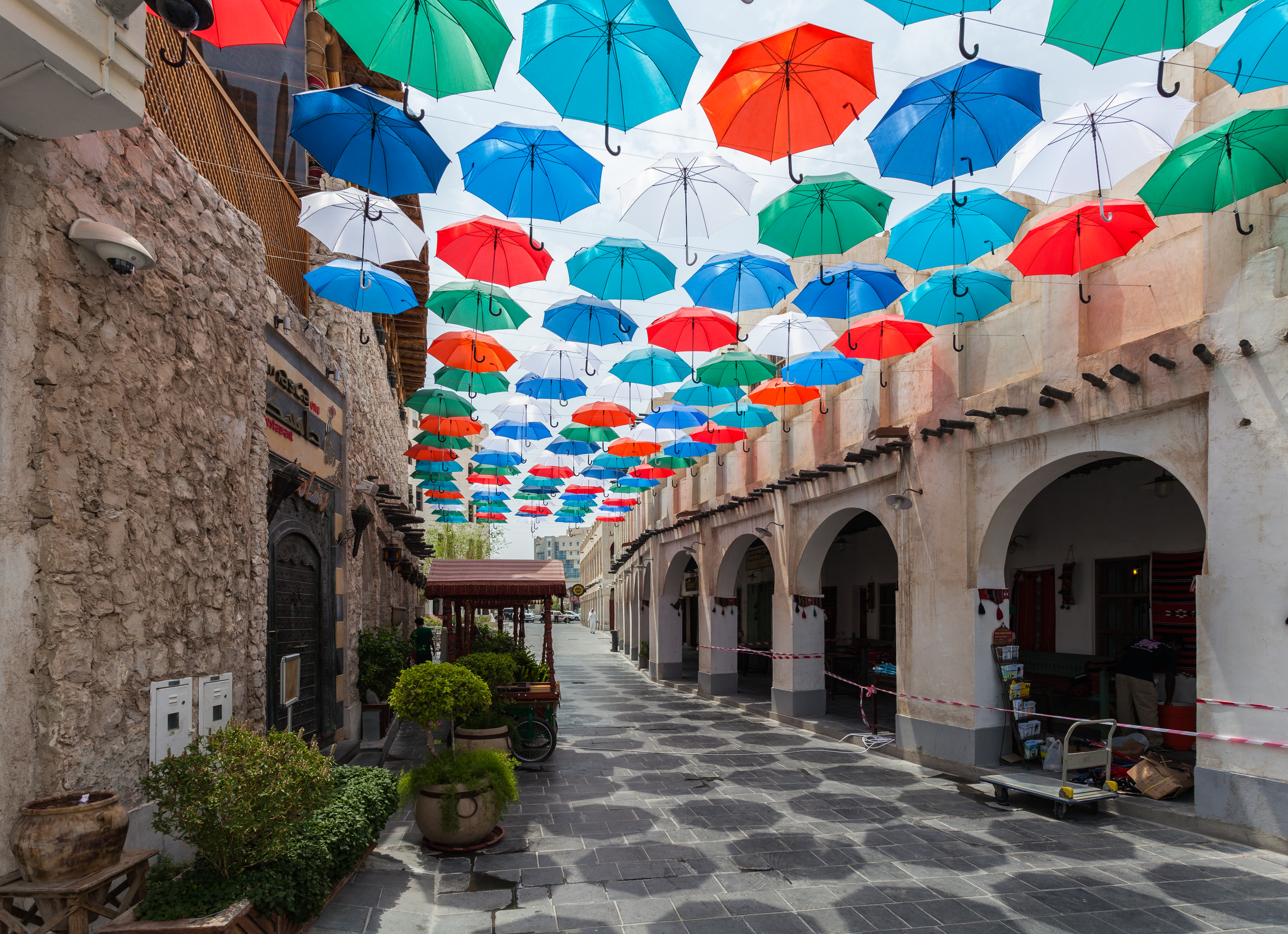
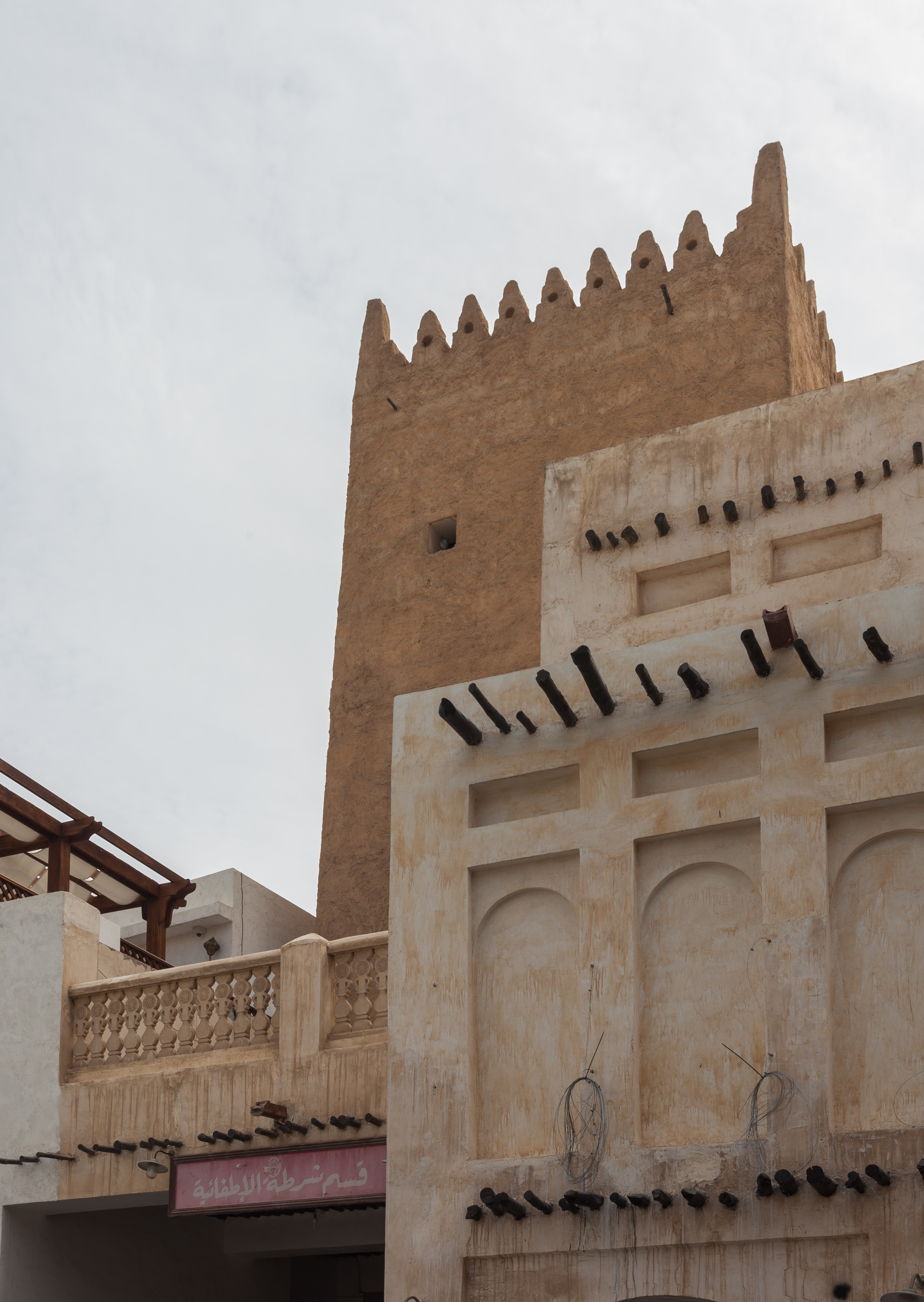
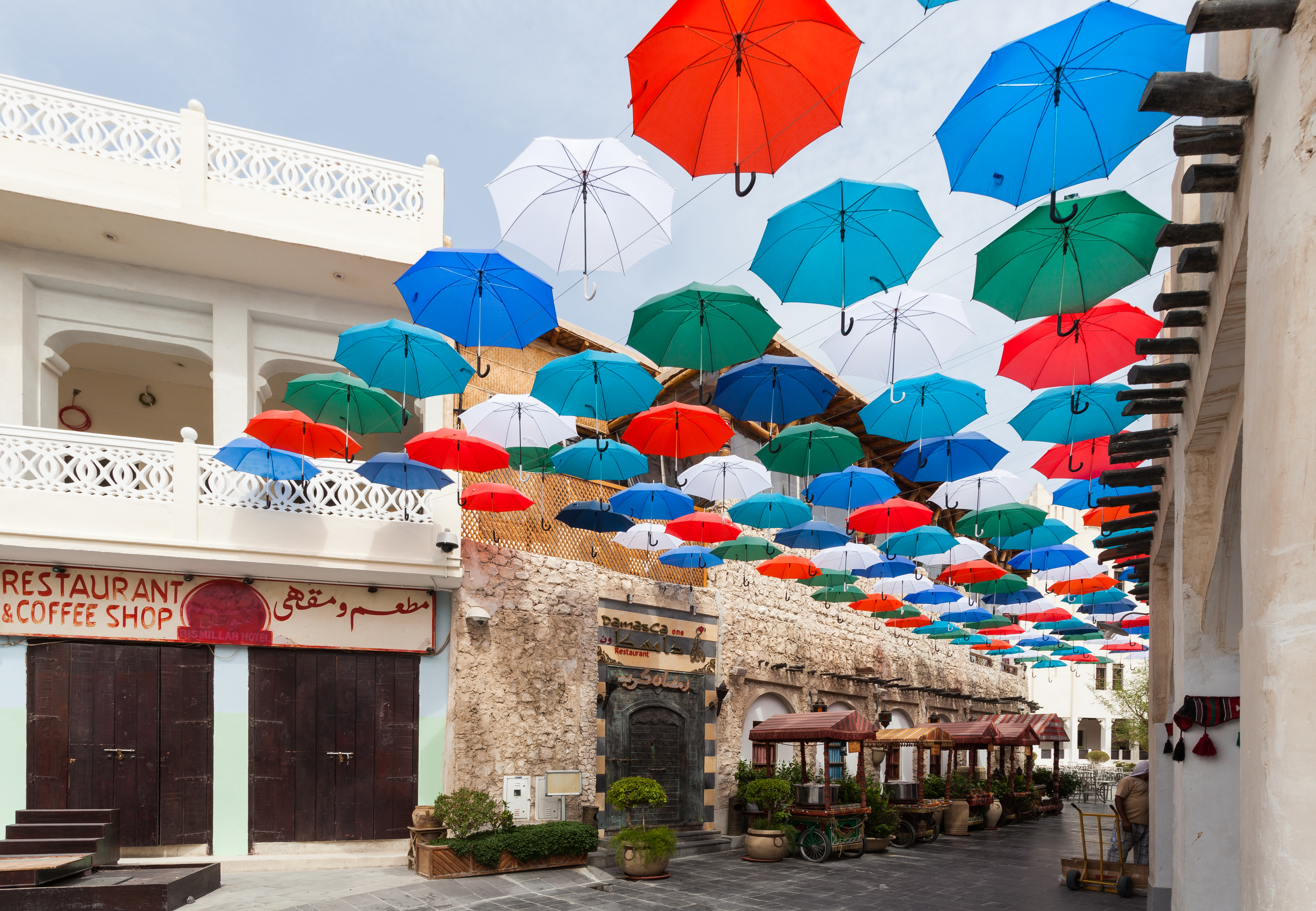
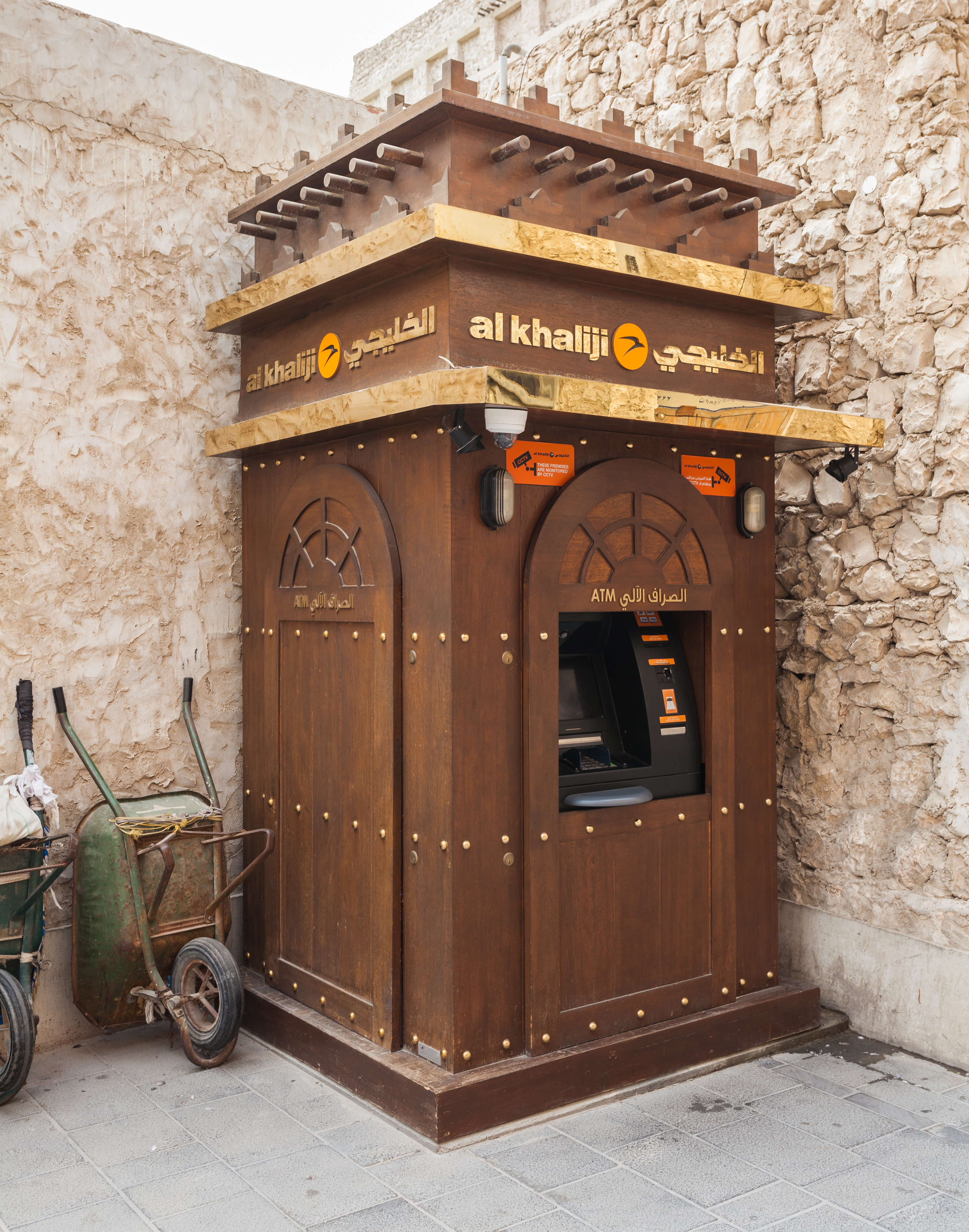
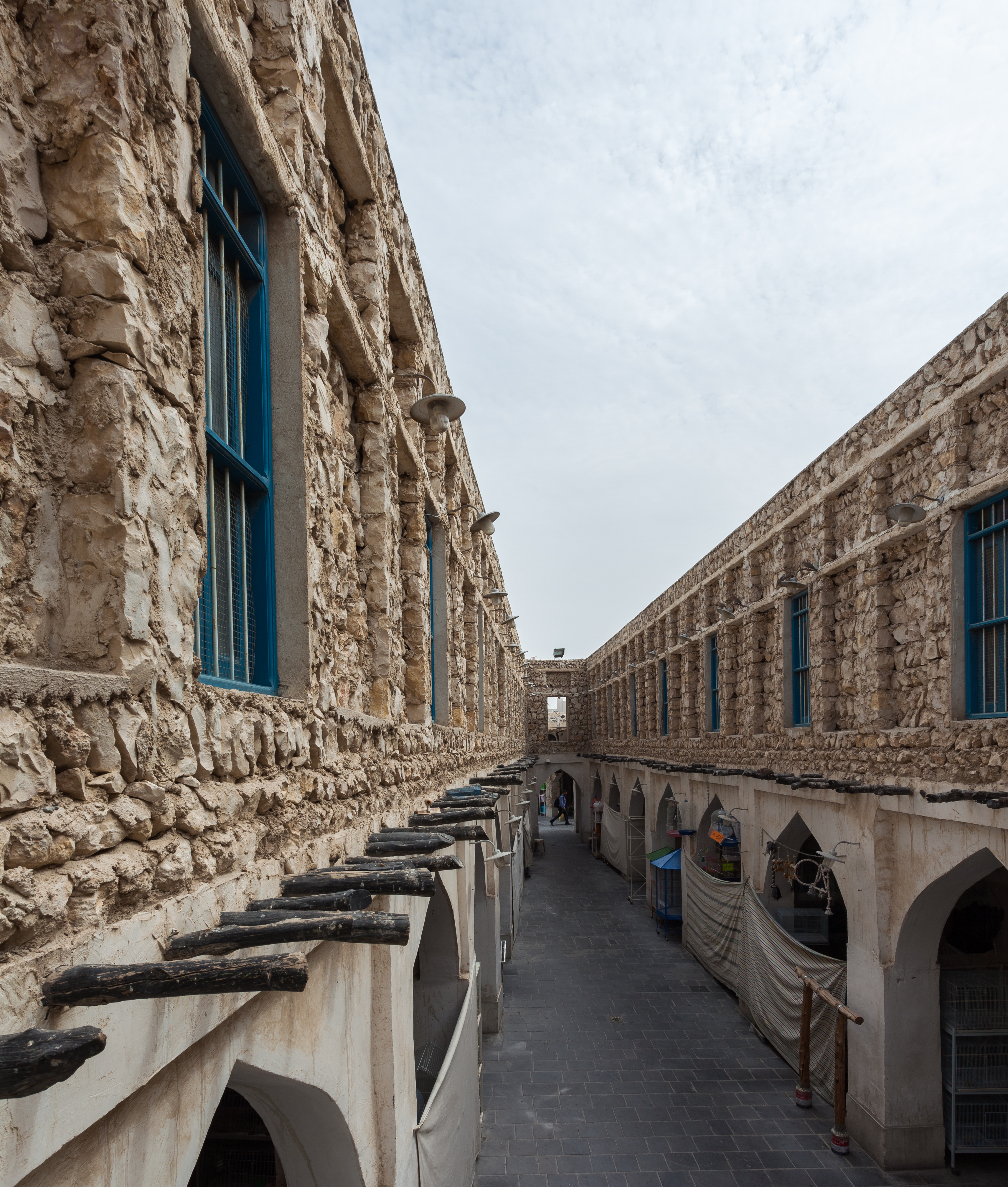
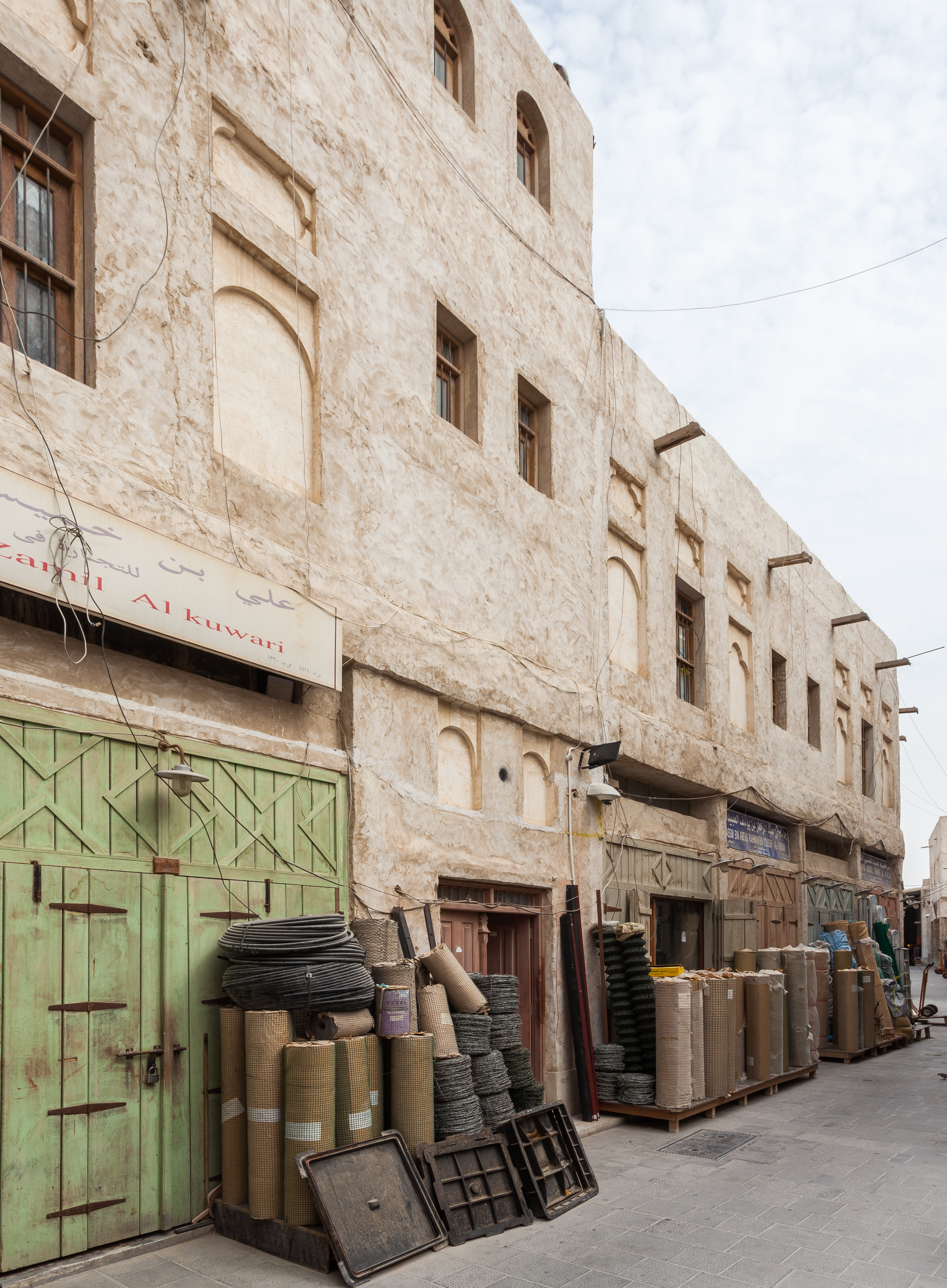
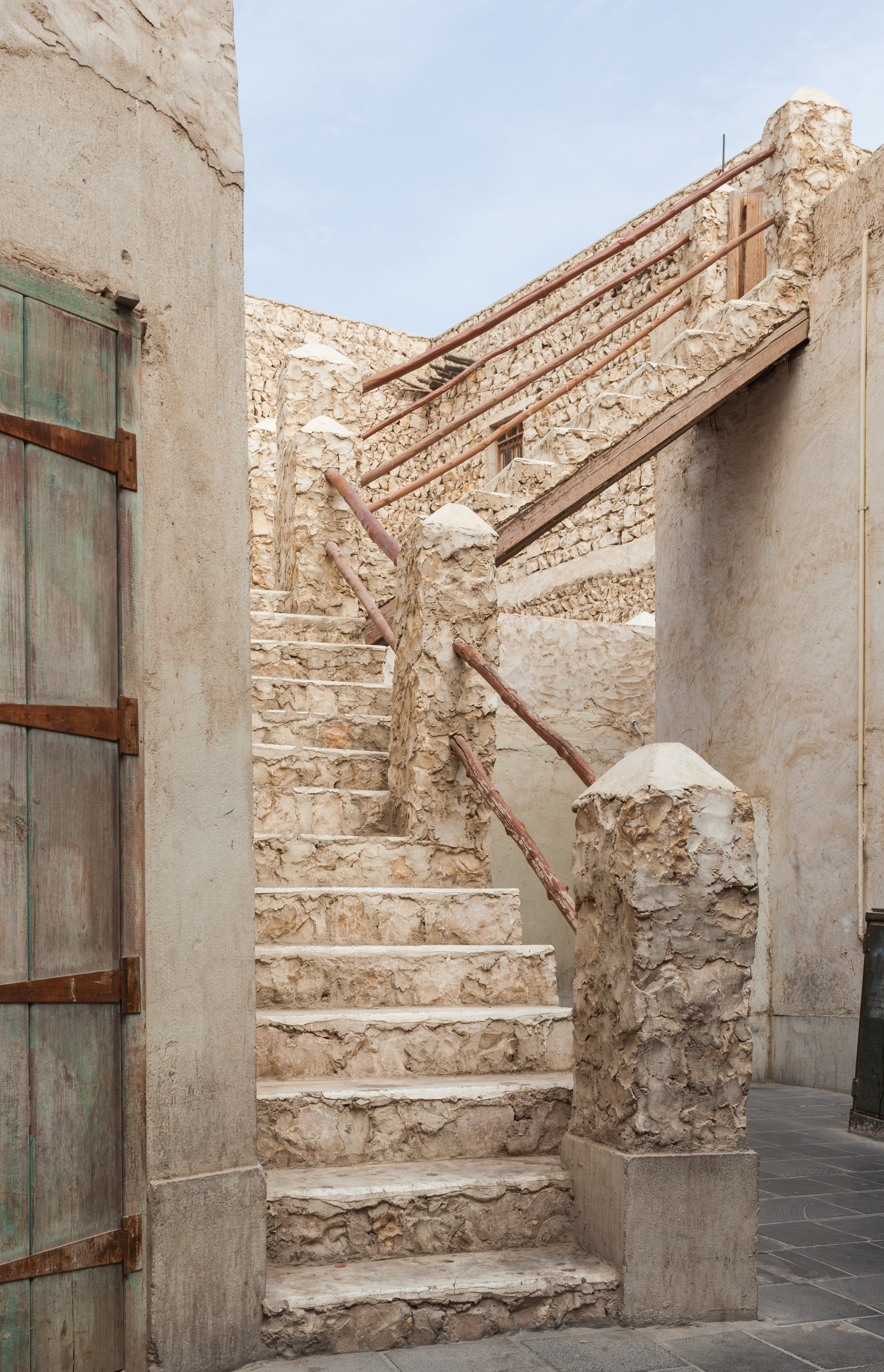
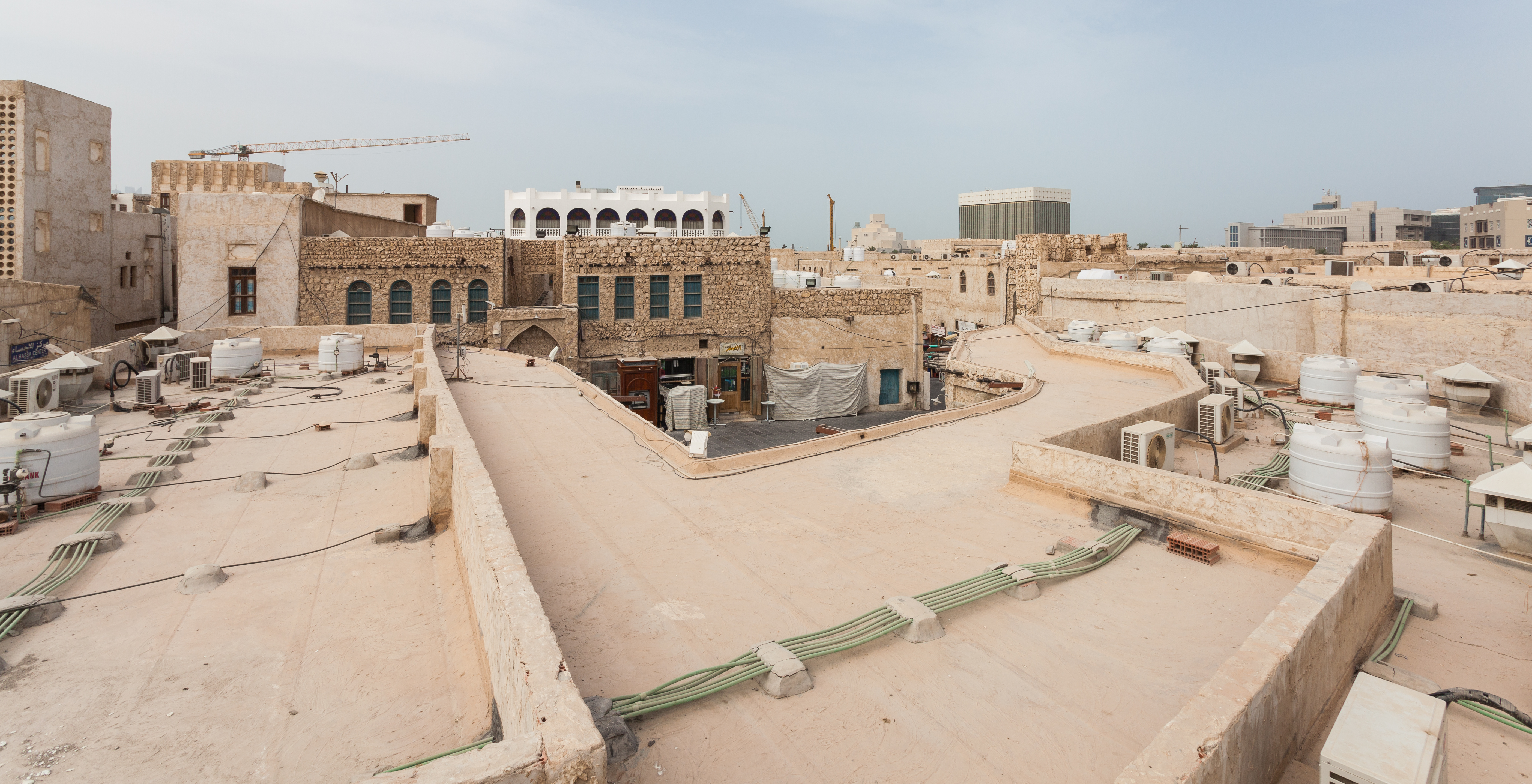
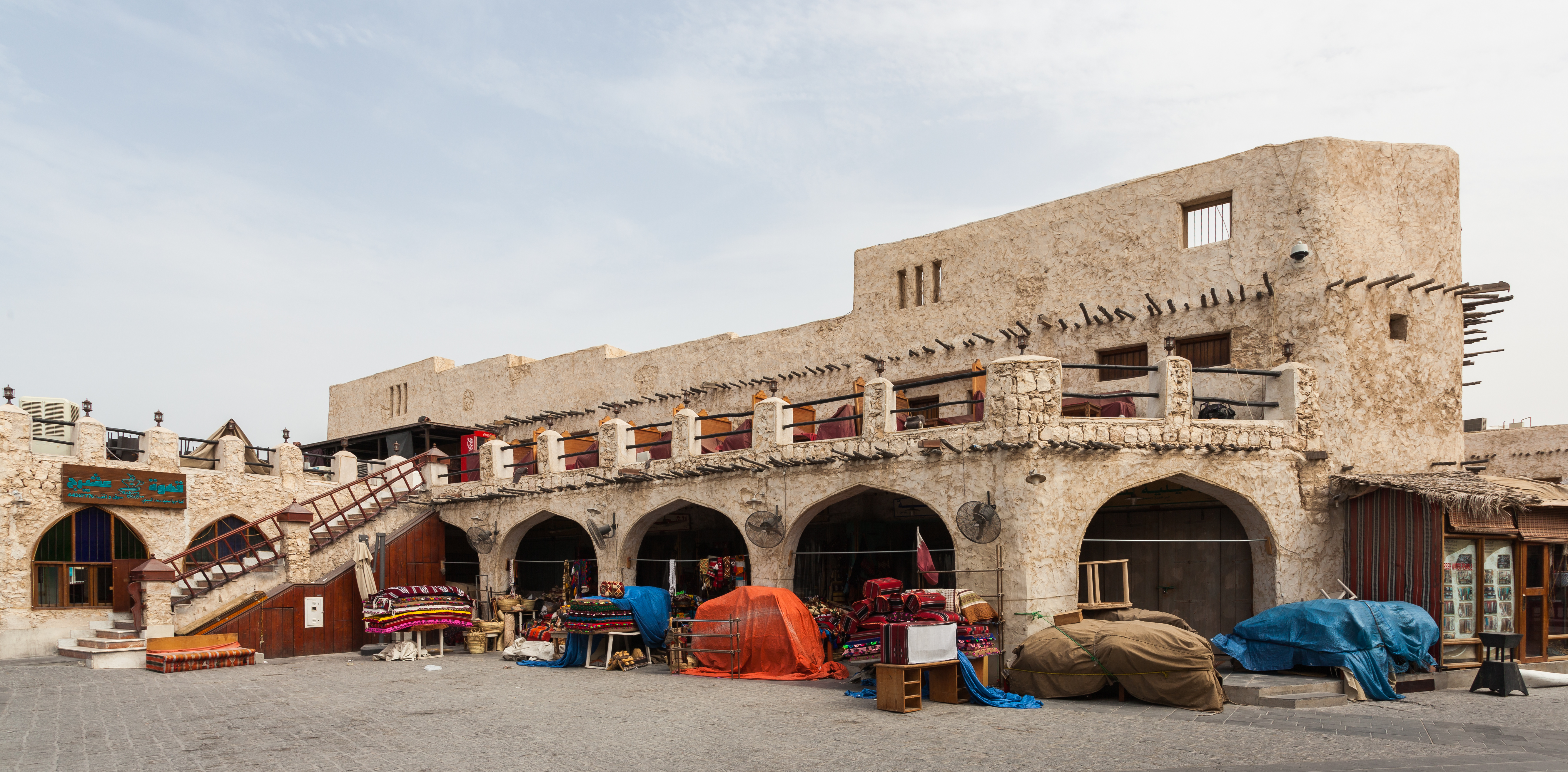
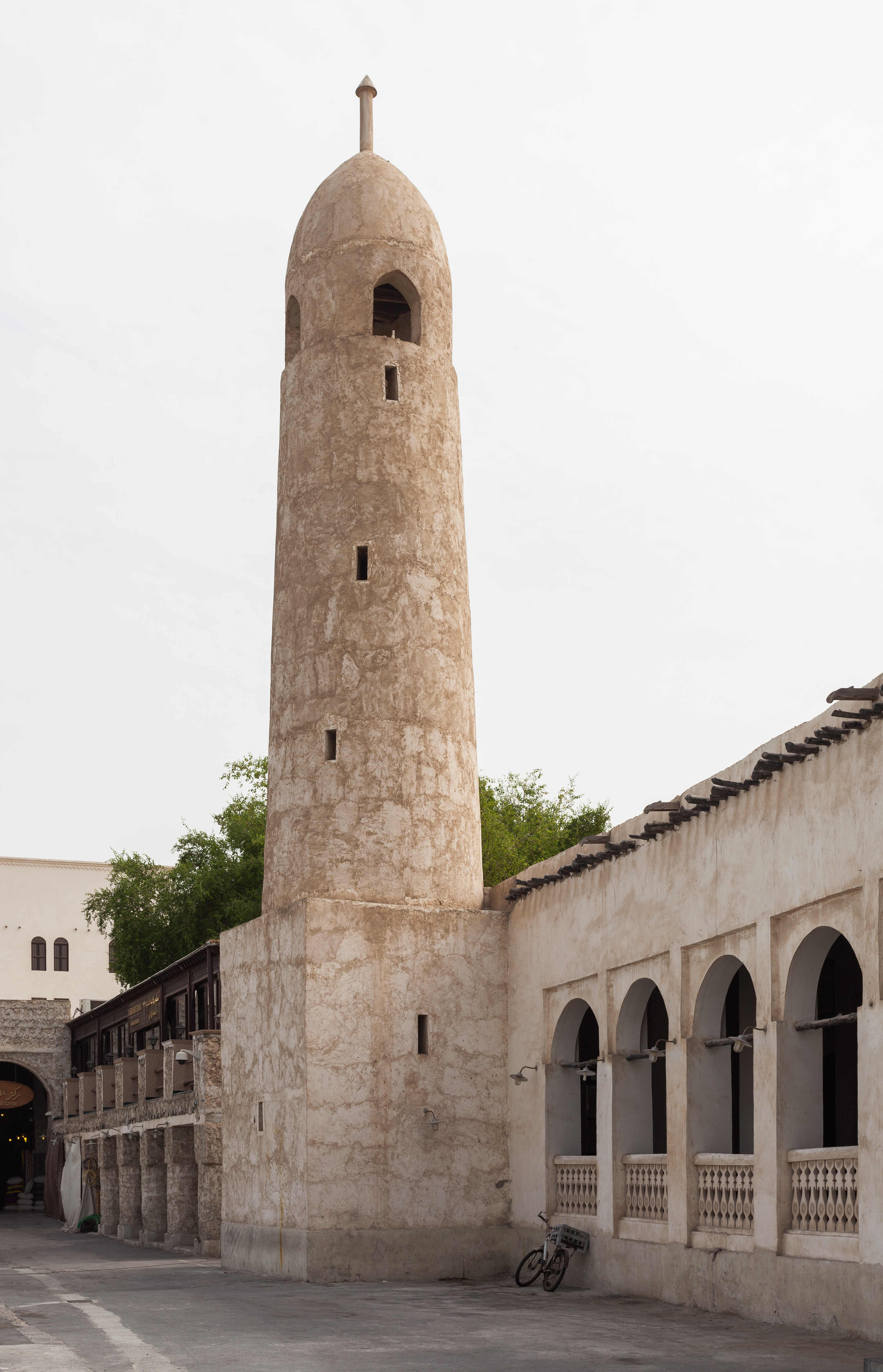
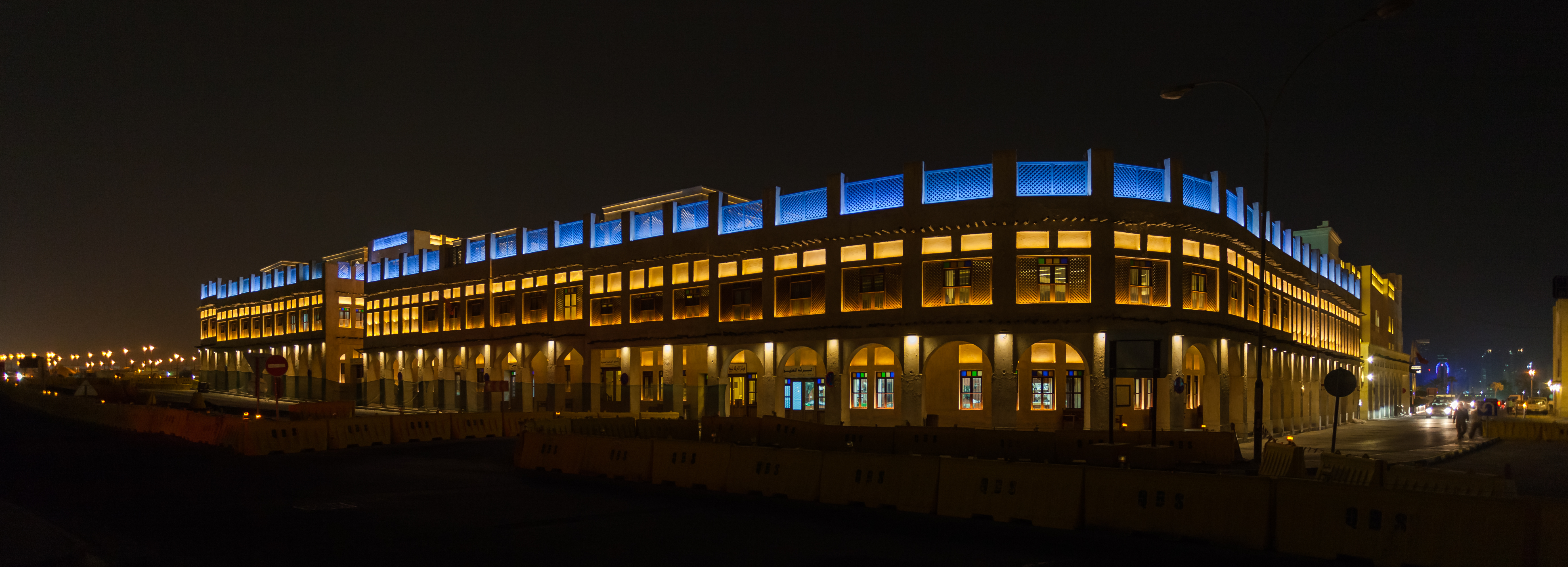
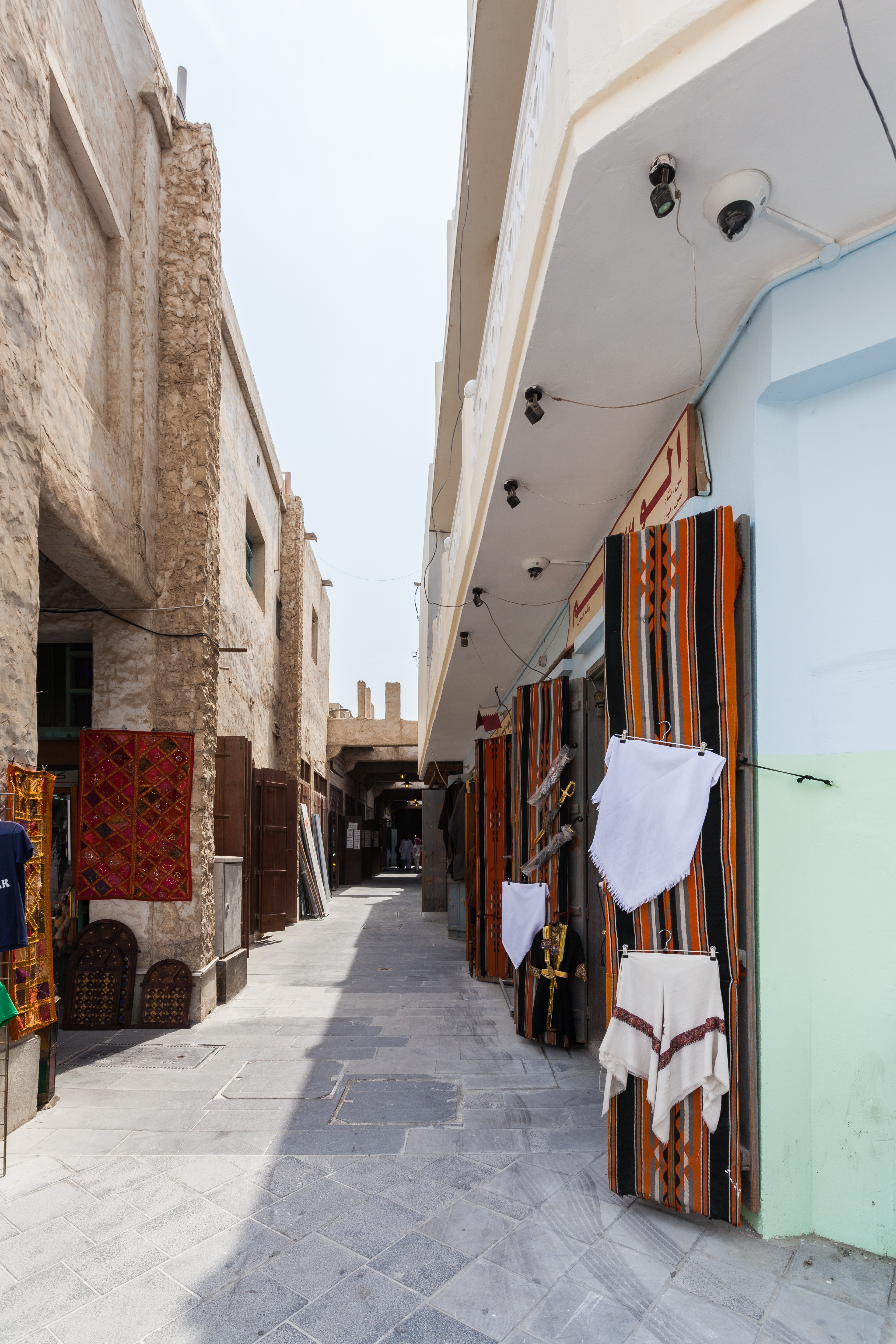
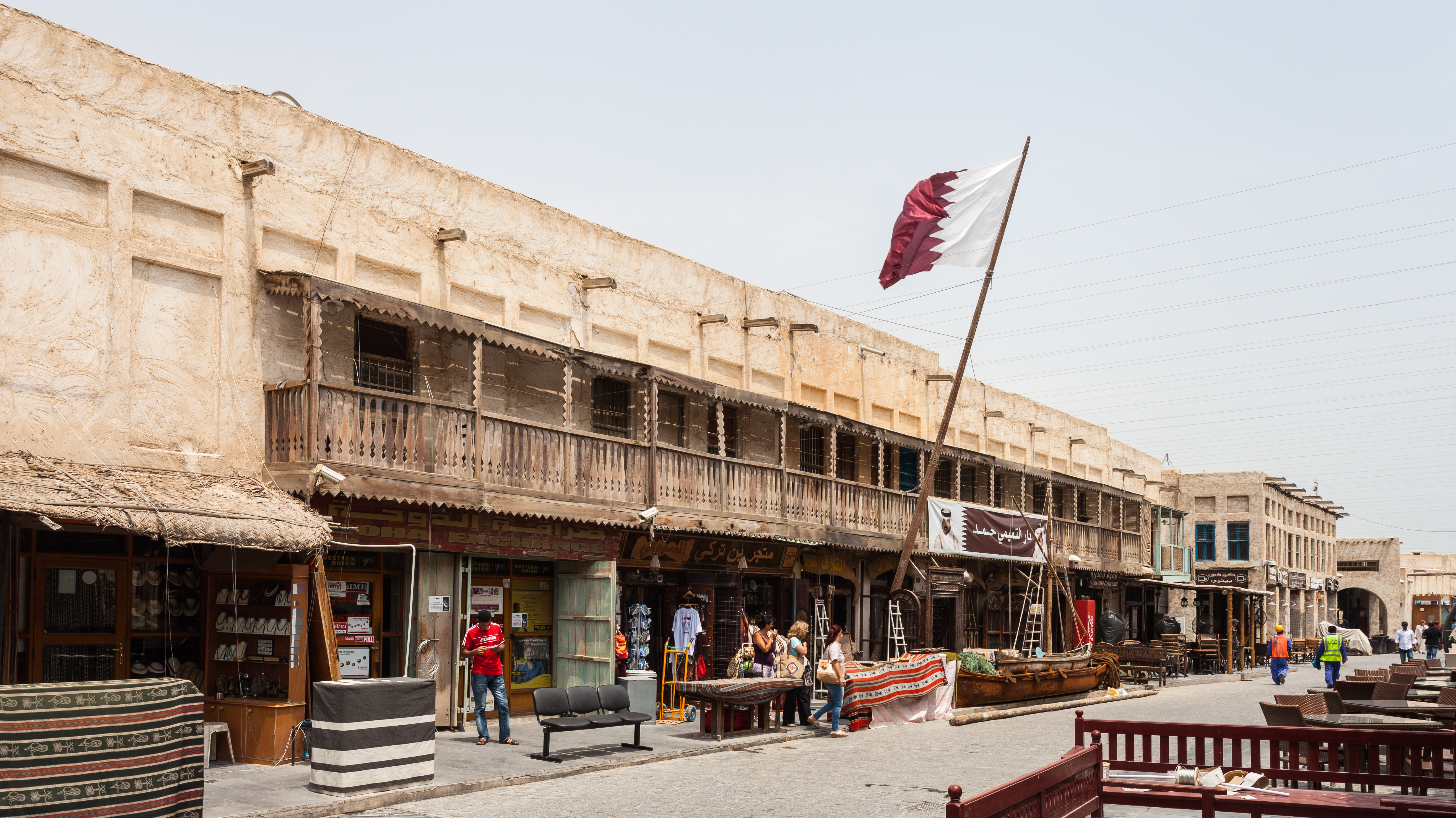
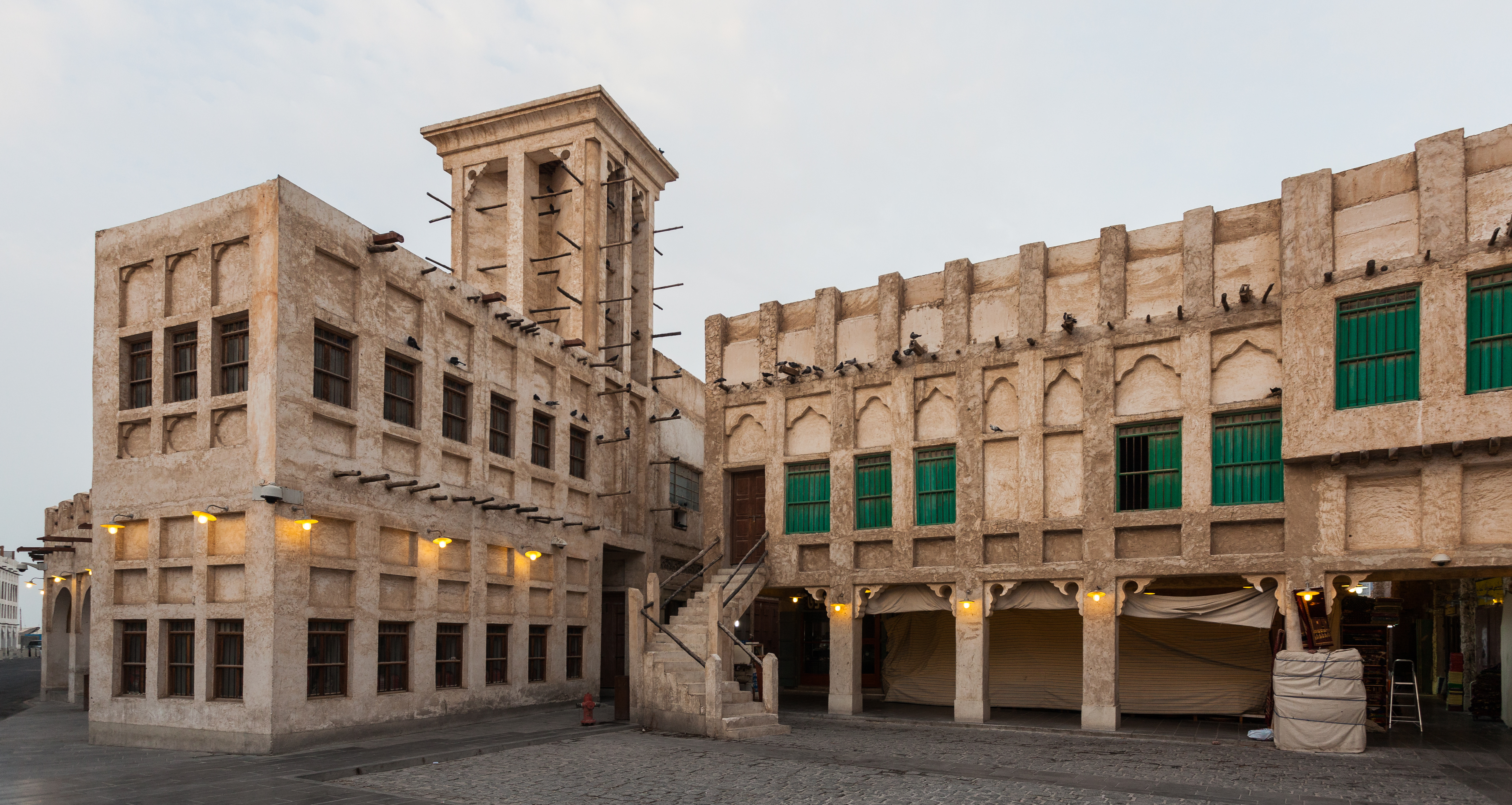
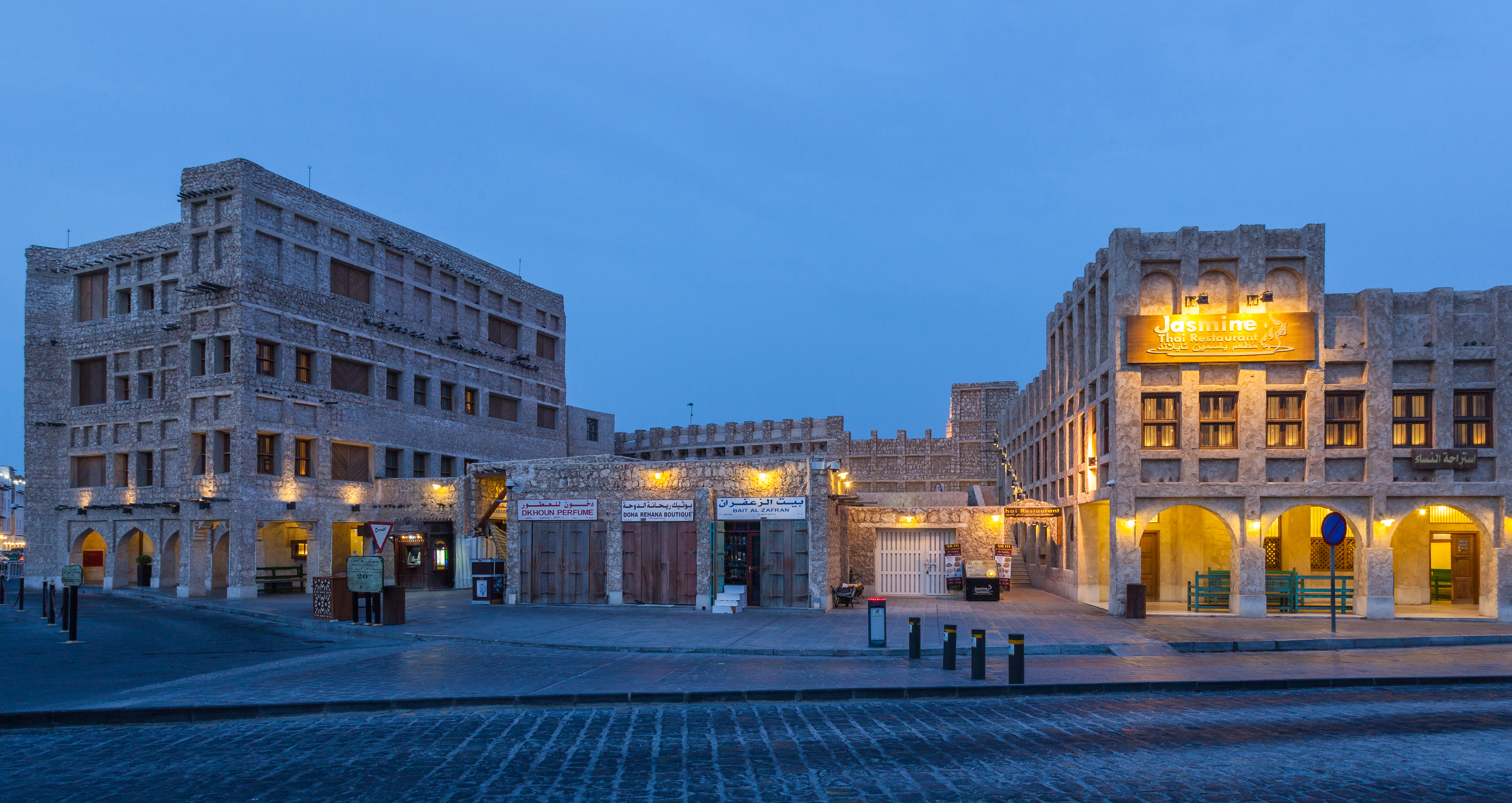
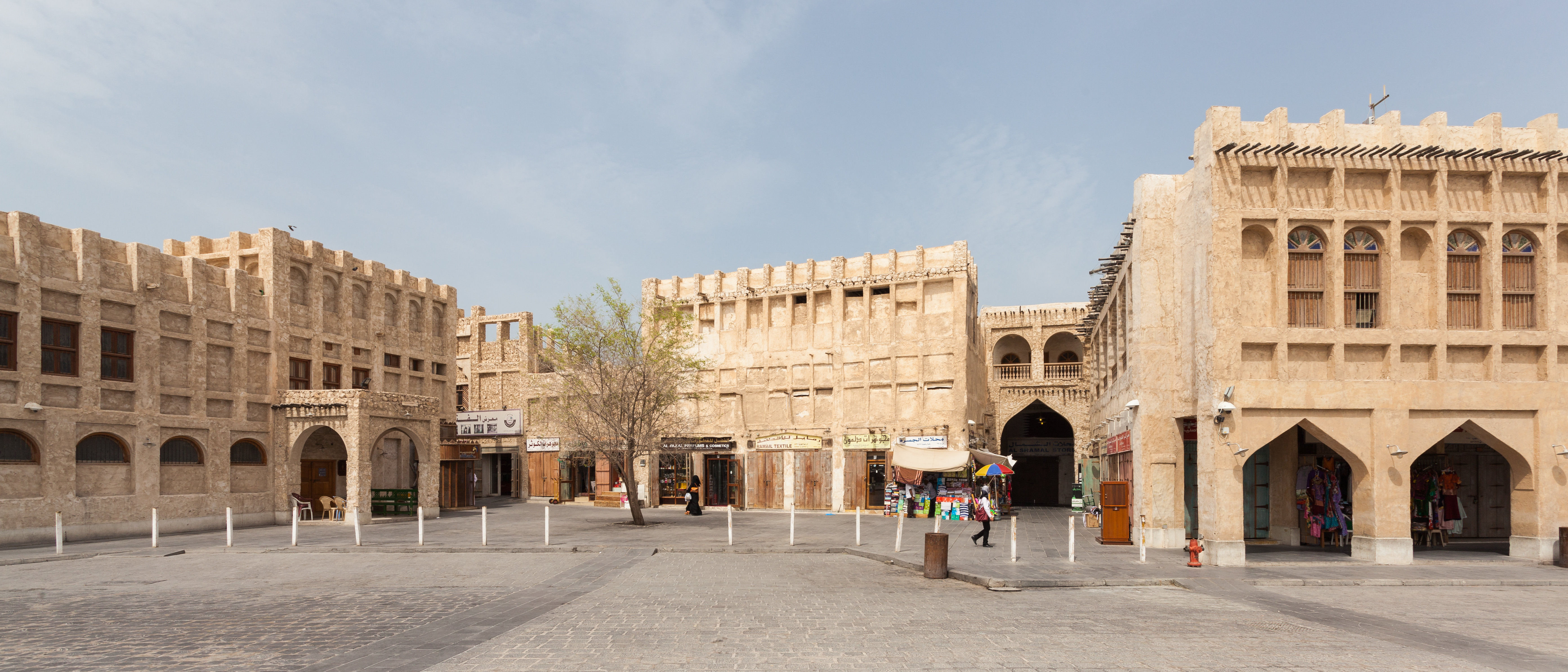
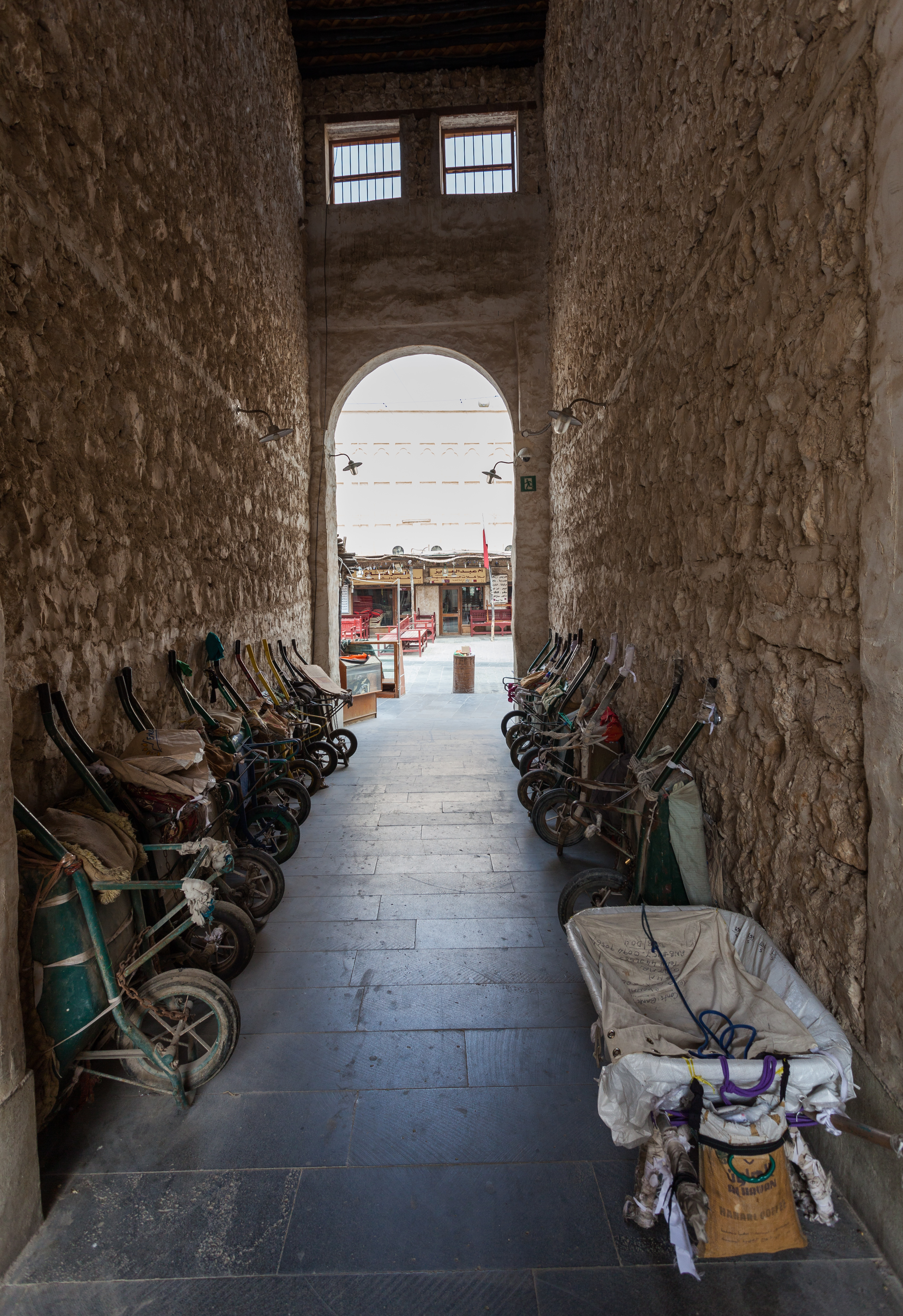